# Липна (гмина Сенкова)

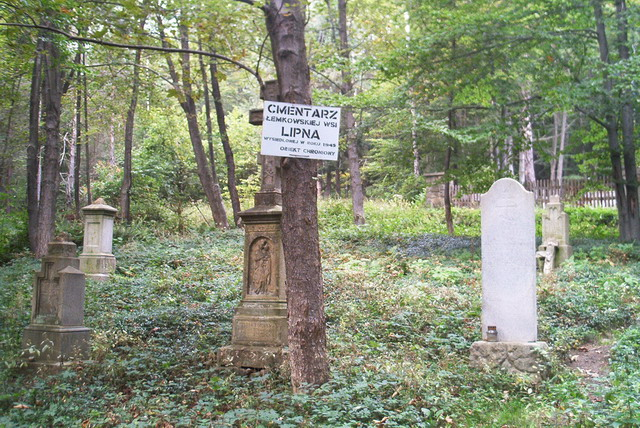
Старое лемковское кладбище, Липна, Польша

Ли́пна (пол. Lipna, русин. Липна) — несуществующее село в Польше, находится на территории гмины Сенкова, в Горлицком повяте Малопольского воеводства.

## География
Село находится около польско-словацкой границе в 19 км от Сенковы, в 25 км от Горлице и в 122 км от Кракова.

## История
В селе проживали лемки, которые были грекокатоликами. В 1927 года жители села во время Тылявского раскола перешли в православие. В 1946—1947 годах большинство жителей села были переселены во время операции «Висла» на западные территории Польши.

## Достопримечательности
- Воинское кладбище времён Первой мировой войны.
- Старое лемковское кладбище.
- Руины деревянной церкви.

## Источник
- Lipna, Słownik geograficzny Królestwa Polskiego i innych krajów słowiańskich, Tom VI, 1884.